# Меґан Маркс
Меґан Маркс (англ. Megan Marcks, 19 жовтня 1972) — австралійська академічна веслувальниця.
Олімпійська чемпіонка 1996 року в складі розпашної двійки без стернової, учасниця 1992 року.
Чемпіонка світу 1995 року в складі розпашної двійки без стернової, бронзова призерка 1994 року в складі розпашної четвірки без стернової.
Срібна призерка Чемпіонату Співдружності 1994 року в складі розпашної четвірки без стернової та вісімки.